# 郡司英里沙
郡司 英里沙（ぐんじ えりさ、1993年6月26日  ）は、日本の元ギャルファッションモデル。「SAIGO NO BANSAN」メンバー。「Pimm's」の元初期メンバー。

## 来歴
日本人とフィリピン人のハーフとしてフィリピンで出生。『egg』（大洋図書）専属モデルを経て『S Cawaii!』（主婦の友社）専属モデルとして活動。2012年からはダイエット親善大使も務める。
2012年夏からはギャルメイクを封印し「Pimm’s」を結成。2013年5月24日、デジタルシングル「I Love You, Baby」でデビューした。
2016年12月15日、集英社『週刊ヤングジャンプ』の「サキドル エース サバイバル」に参加し、SHOWROOM賞を受賞。2017年3月9日発売の「週刊ヤングジャンプ」15号センターグラビアに掲載された。
2017年5月6日、「Pimm’s」として武道館アイドル博2017（東京・日本武道館）に出演。
2018年7月31日、グループを代表して扶桑社『SPA!』主催、「真夏のアイドル頂上決戦」に出場。
体調不良のため2019年8月末から芸能活動を休止。同年12月23日をもってのグループ卒業を発表。同年10月8日よりライブ復帰を果たす。12月23日、Pimm'sを卒業した。
ガールズグループ「SAIGO NO BANSAN」の新メンバーとして2022年2月22日にステージ復帰を果たし、メインボーカルとして活動開始。

## 人物
eggモデル時代は“えりちょす”のニックネームで親しまれ、“No.1モテ子”と呼ばれた。
へそピアスを開けている。

## 掲載

### 雑誌
専属
- egg（大洋図書） - 2014年休刊まで
- S Cawaii!（主婦の友社）

## 出演

### テレビ
- 「短歌de胸キュン」（2012年4月 -、NHK）
- 「くだまき八兵衛X」（2012年、テレビ東京）
- 「恋するカミングアウト」（2013年、フジテレビ）
- 「ホラーキング」（2013年11月9日、WOWOW）
- 「観覧車回れよ回れ モデルの短歌日記」（2014年、NHK Eテレ）
- 「聞いてた話と違います!～ブームに潜む落とし穴～」（2016年12月22日、フジテレビ）[14]

### インターネットテレビ
- 「ぱにゃにゃん」（2012年4月 - 12月12日、TBSチャンネル）[15]

### CM
- カラーコンタクト 「Tinkiss」 イメージモデル（2012年）

### イメージキャラクター
- ギャルダイエット親善大使（日本ダイエット健康協会、2012年）[16]

## éclatcia
2023年12月、アイドルグループをプロデュースすることを発表。2025年1月31日にデビューライブを行った。
| 名前       | 担当       | 備考                                  |
| ---------- | ---------- | ------------------------------------- |
| 山口紗弥   | Green      | 振付担当 現 MAZE 元 Pimm's 元 AKIARIM |
| 姫乃みゆう | Pink       |                                       |
| うりぼ     | Orange     | 元 ワタシ、ムゲンダイ 元 AiVER.       |
| 花渕友香   | Yellow     | 元 未ダ、君ヲ推セズ。                 |
| 結城桃     | Purple     |                                       |
| 君塚爽来   | Light Blue |                                       |
| 五十嵐蓮   | Red        |                                       |